# Fiksatywa
Fiksatywa (fr. fixatif 'utrwalający' < łac. fixus 'stały'>) to ogólna nazwa grupy substancji chemicznych stosowanych w malarstwie i produkcji farb olejnych w celu skrócenia okresu schnięcia farby. Fiksatywy są najczęściej substancjami silnie trującymi. Do najprostszych fiksatyw należą sole ołowiu i miedzi. Występują w postaci kryształków, proszków, oraz ich roztworów; dobrze rozpuszczają się w wielu rozpuszczalnikach, m.in. terpentynie i olejach.
Fiksatywy w prostych formach stosowane były już w średniowieczu; do podstawowych sposobów ich pośredniego otrzymywania należało gotowanie oleju lnianego (tradycyjnego spoiwa w malarstwie olejnym) z drobinami ołowiu lub miedzi. Podczas gotowania cząsteczki metali były przekazywane do oleju. Po jego użyciu i wystawieniu na działanie słońca i powietrza, cząsteczki metali przyspieszały zachodzące w oleju reakcje polimeryzacji, przez co olej zasychał szybciej niż olej bez fiksatyw.
Fiksatywą nazywa się także utrwalacze i przyśpieszacze schnięcia farb stosowane w malarstwie do zabezpieczania prac malarskich i rysunkowych, także narażonych na obsypywanie i rozmazywanie warstwy malarskiej ze względu na zastosowaną technikę – jak pastel czy węgiel. Taka fiksatywa ma postać cieczy, składającej się zwykle z żywicy naturalnej lub syntetycznej rozpuszczonej w szybkoschnącym rozpuszczalniku organicznym jak alkohol etylowy lub eter dietylowy. Stosowana jest tu najczęściej kalafonia rozpuszczona w denaturacie. Jako fiksatywy używa się także dokładnie odtłuszczonego mleka. Fiksatywę tego rodzaju napyla się na obraz przy użyciu rozpylaczy lub gotowych puszek z aerozolem pod ciśnieniem (spray). Po napyleniu rozpuszczalnik paruje, a żywica (lub w przypadku mleka — kazeina) wiąże luźne cząstki warstwy malarskiej. Użycie fiksatywy powoduje mniejszą lub większą utratę charakterystycznych cech techniki malarskiej obrazu, np. faktury pastelu; wpływa też zwykle na koloryt obrazu, a jej nadmiar lub niska jakość mogą zniekształcić kompozycję barwną.